# Viridimicus nigroaeneus
Viridimicus nigroaeneus är en skalbaggsart som beskrevs av Bates 1888. Viridimicus nigroaeneus ingår i släktet Viridimicus och familjen Rutelidae. Inga underarter finns listade i Catalogue of Life.